# 广花耳草
广花耳草（学名：Hedyotis ampliflora）为茜草科耳草属下的一个种。

## 扩展阅读
- 維基物種上的相關：广花耳草